# Cyphonethes herzegowinensis
Cyphonethes herzegowinensis is een pissebed uit de familie Trichoniscidae. De wetenschappelijke naam van de soort is voor het eerst geldig gepubliceerd in 1900 door Verhoeff.